# Spermacoceae
Spermacoceae es una tribu de plantas perteneciente a la familia Rubiaceae.

## Géneros
Según wikispecies
- Arcytophyllum - Crusea - Dentella - Diodia - Ernodea - Hedyotis - Houstonia - Mitracarpus - Oldenlandia - Planaltina - Richardia - Scleromitrion - Spermacoce - Staelia - Tessiera

Según NCBI
- Agathisanthemum - Amphiasma - Amphistemon - Arcytophyllum - Astiella - Borreria - Bouvardia - Conostomium - Cordylostigma - Crusea - Dentella - Dibrachionostylus - Diodella - Diodia - Emmeorhiza - Ernodea - Galianthe - Hedyotis - Hedythyrsus - Houstonia - Hydrophylax - Kadua - Kohautia - Lelya - Manettia - Manostachya - Mitracarpus - Mitrasacmopsis - Nesohedyotis - Oldenlandia - Oldenlandiopsis - Pentanopsis - Pentodon - Psyllocarpus - Richardia - Sacosperma - Saprosma - Spermacoce - Stenaria - Synaptantha - Thamnoldenlandia - Thecorchus[1]